# Lotto Soudal/Saison 2018
Diese Liste beschreibt die Mannschaft und die Erfolge des Radsportteams Lotto Soudal in der Saison 2018.

## Erfolge in der UCI WorldTour
| Datum         | Rennen                         | Sieger          |
| ------------- | ------------------------------ | --------------- |
| 16. Januar    | 1. Etappe Tour Down Under      | André Greipel   |
| 21. Januar    | 6. Etappe Tour Down Under      | André Greipel   |
| 3. März       | Strade Bianche                 | Tiesj Benoot    |
| 21. März      | 3. Etappe Katalonien-Rundfahrt | Thomas De Gendt |
| 26. April     | 2. Etappe Tour de Romandie     | Thomas De Gendt |
| 8. Mai        | 4. Etappe Giro d’Italia        | Tim Wellens     |
| 13. September | 18. Etappe Vuelta a España     | Jelle Wallays   |

## Erfolge in der UCI America Tour
| Datum      | Rennen                                    | Kat. | Sieger        |
| ---------- | ----------------------------------------- | ---- | ------------- |
| 27. Januar | 6. Etappe Vuelta a San Juan Internacional | 2.1  | Jelle Wallays |

## Erfolge in der UCI Europe Tour
| Datum                | Rennen                             | Kat. | Sieger           |
| -------------------- | ---------------------------------- | ---- | ---------------- |
| 26. Januar           | Trofeo Serra de Tramuntana         | 1.1  | Tim Wellens      |
| 17. Februar          | 4. Etappe Andalusien-Rundfahrt     | 2.HC | Tim Wellens      |
| 14.–18. Februar      | Gesamtwertung Andalusien-Rundfahrt | 2.HC | Tim Wellens      |
| 11. April            | Pfeil von Brabant                  | 1.HC | Tim Wellens      |
| 9. Mai               | 2. Etappe Vier Tage von Dünkirchen | 2.HC | André Greipel    |
| 12. Mai              | 5. Etappe Vier Tage von Dünkirchen | 2.HC | André Greipel    |
| 23. Mai              | 1. Etappe Belgien-Rundfahrt        | 2.HC | André Greipel    |
| 24. Mai              | 2. Etappe Belgien-Rundfahrt        | 2.HC | André Greipel    |
| 24. Mai              | 3. Etappe Tour des Fjords          | 2.HC | Bjorg Lambrecht  |
| 26. Mai              | 4. Etappe Belgien-Rundfahrt        | 2.HC | Jelle Vanendert  |
| 23.–27. Mai          | Gesamtwertung Belgien-Rundfahrt    | 2.HC | Jens Keukeleire  |
| 29. Juli             | 2. Etappe Tour de Wallonie         | 2.HC | Tim Wellens      |
| 1. August            | 5. Etappe Tour de Wallonie         | 2.HC | Jens Debusschere |
| 28. Juli – 1. August | Gesamtwertung Tour de Wallonie     | 2.HC | Tim Wellens      |
| 2. September         | 1. Etappe Tour of Britain          | 2.HC | André Greipel    |
| 5. September         | 4. Etappe Tour of Britain          | 2.HC | André Greipel    |

## Nationale Straßen-Radsportmeister
| Datum    | Rennen                                     | Sieger             |
| -------- | ------------------------------------------ | ------------------ |
| 21. Juni | Belgische Meisterschaft – Einzelzeitfahren | Victor Campenaerts |

## Mannschaft
| Teamkader 2018                            | Teamkader 2018    | Teamkader 2018         | Teamkader 2018                      |
| Name                                      | Geburtsdatum      | Land                   | Vorheriges Team                     |
| ----------------------------------------- | ----------------- | ---------------------- | ----------------------------------- |
| Sander Armée                              | 10. Dezember 1985 | Belgien                | Topsport Vlaanderen-Baloise (2013)  |
| Lars Bak                                  | 16. Januar 1980   | Dänemark               | HTC-Highroad (2011)                 |
| Tiesj Benoot                              | 11. März 1994     | Belgien                | Lotto-Belisol U23 (2014)            |
| Victor Campenaerts                        | 28. Oktober 1991  | Belgien                | LottoNL-Jumbo (2017)                |
| Jasper De Buyst                           | 24. November 1993 | Belgien                | Topsport Vlaanderen-Baloise (2014)  |
| Thomas De Gendt                           | 6. November 1986  | Belgien                | Omega Pharma-Quick Step (2014)      |
| Jens Debusschere                          | 28. August 1989   | Belgien                | PWS Eijssen (2010)                  |
| Frederik Frison                           | 28. Juli 1992     | Belgien                | Lotto-Soudal U23 (2015)             |
| André Greipel                             | 16. Juli 1982     | Deutschland            | HTC-Columbia (2010)                 |
| Adam Hansen                               | 11. Mai 1981      | Australien             | HTC-Columbia (2010)                 |
| Moreno Hofland                            | 31. August 1991   | Niederlande            | LottoNL-Jumbo (2016)                |
| Jens Keukeleire                           | 23. November 1988 | Belgien                | Orica-Scott (2017)                  |
| Bjorg Lambrecht                           | 2. April 1997     | Belgien                | Lotto-Soudal U23 (2017)             |
| Nikolas Maes                              | 9. April 1986     | Belgien                | Etixx-Quick Step (2016)             |
| Tomasz Marczyński                         | 6. März 1984      | Polen                  | Torku Şekerspor (2015)              |
| Rémy Mertz                                | 17. Juli 1995     | Belgien                | Color Code-Arden'Beef (2016)        |
| Maxime Monfort                            | 14. Januar 1983   | Belgien                | RadioShack-Leopard (2013)           |
| Lawrence Naesen                           | 28. August 1992   | Belgien                | WB-Veranclassic-Aqua Protect (2017) |
| James Shaw                                | 13. Juni 1996     | Vereinigtes Königreich | Lotto-Soudal U23 (2016)             |
| Marcel Sieberg                            | 30. April 1982    | Deutschland            | HTC-Columbia (2010)                 |
| Tosh Van der Sande                        | 28. November 1990 | Belgien                | Omega Pharma-Lotto Davo (2011)      |
| Jelle Vanendert                           | 19. Februar 1985  | Belgien                | La Française des jeux (2008)        |
| Jelle Wallays                             | 11. Mai 1989      | Belgien                | Topsport Vlaanderen-Baloise (2015)  |
| Tim Wellens                               | 10. Mai 1991      | Belgien                | Lotto-Belisol U23 (2012)            |
| Enzo Wouters                              | 21. März 1996     | Belgien                | Lotto-Soudal U23 (2016)             |
|                                           |                   |                        |                                     |
| Quellen: ProCyclingStats Cycling Quotient |                   |                        |                                     |